# Елори (Јужна Каролина)
Елори (енгл. Elloree) град је у америчкој савезној држави Јужна Каролина.

## Демографија
По попису из 2010. године број становника је 692, што је 50 (-6,7%) становника мање него 2000. године.
| Група             | 2000.       | 2010.       |
| Белци             | 412 (55,5%) | 383 (55,3%) |
| Афроамериканци    | 326 (43,9%) | 284 (41,0%) |
| Азијати           | 0 (0,0%)    | 7 (1,0%)    |
| Хиспаноамериканци | 1 (0,1%)    | 6 (0,9%)    |
| Укупно            | 742         | 692         |